# Anderslöfs-Posten
Anderslöfs-Posten var en dagstidning utgiven från 1 juli 1882 till 30 december 1885. Undertitel var Nyhets- och Annonsblad för Anderslöf och kringliggande orter.
Tidningen kom ut två dagar i veckan, onsdag och lördag, med 2 till 4 sidor i folioformat, med 4 spalter och satsytan 42,5 x 29 cm. Första numret av Anderslöfsposten var ett provnummer som kom ut den 1 juli 1882. Tidningen var egentligen en bilaga till Trelleborgs Allehanda, men från den 1 oktober 1882 kunde man enbart prenumerera på bilagan vilket då kostade 75 öre för perioden oktober till december, och därefter 4 kr per år. Bilagan Anderslöfsposten skapades för att bättre hävda Trelleborgs Allehanda mot konkurrerande tidningar i Skåne.
Tidningen trycktes med antikva som typsnitt, hos Sandberg & Jönsson och utgivningsbeviset var utfärdat för boktryckare Adolf Sandberg den 9 juni 1882.
Konduktören Nils Ebbestrand var tidningens lokala representant och tog emot annonser. Järnvägen Anderslöfsbanan annonserade sin första tidtabell, alla tidtabellsändringar och extratåg i Anderslöfsposten.